# Partido Social Demócrata (Guinea Ecuatorial)
El Partido Social Demócrata (PSD) es un partido político ecuatoguineano.

## Historia
El PSD inició su actividad política bajo el liderazgo de Marcelino Mangue Mba a comienzos de los años 90 en el contexto de la instauración del multipartidismo en Guinea Ecuatorial, siendo legalizado en 1992. Concebido originalmente como un partido opositor al régimen de Teodoro Obiang Nguema, formó parte de la Plataforma de Oposición Conjunta (POC). En las elecciones legislativas de 1993 obtuvo un 1,2% del voto popular sin ganar ningún escaño parlamentario.
No obstante, a partir de 2004 el PSD abandonó su vocación opositora y comenzó a mostrar una postura favorable al régimen de Obiang. Desde entonces, el partido se presenta junto a otras formaciones opositoras en coalición al gobernante Partido Democrático de Guinea Ecuatorial (PDGE) para las elecciones legislativas celebradas hasta la actualidad.
Asimismo, miembros del PSD han asumido algunos cargos gubernamentales menores. Su exlíder, Francisco Mabale Nseng, se desempeñó como secretario de Estado de Energía y Secretario de Estado de la Presidencia para Minas, Industria y Energía.
Desde el fallecimiento de Mabale Nseng en 2020, el partido es liderado por Marcos Nze Mabale.